# Bathyraja maccaini
Bathyraja maccaini е вид хрущялна риба от семейство Arhynchobatidae. Видът е почти застрашен от изчезване.

## Разпространение и местообитание
Разпространен е в Антарктида.
Среща се на дълбочина от 167 до 500 m, при температура на водата от -1,6 до 0 °C и соленост 34,2 – 34,6 ‰.

## Описание
На дължина достигат до 1,2 m.